# Schliffklemme

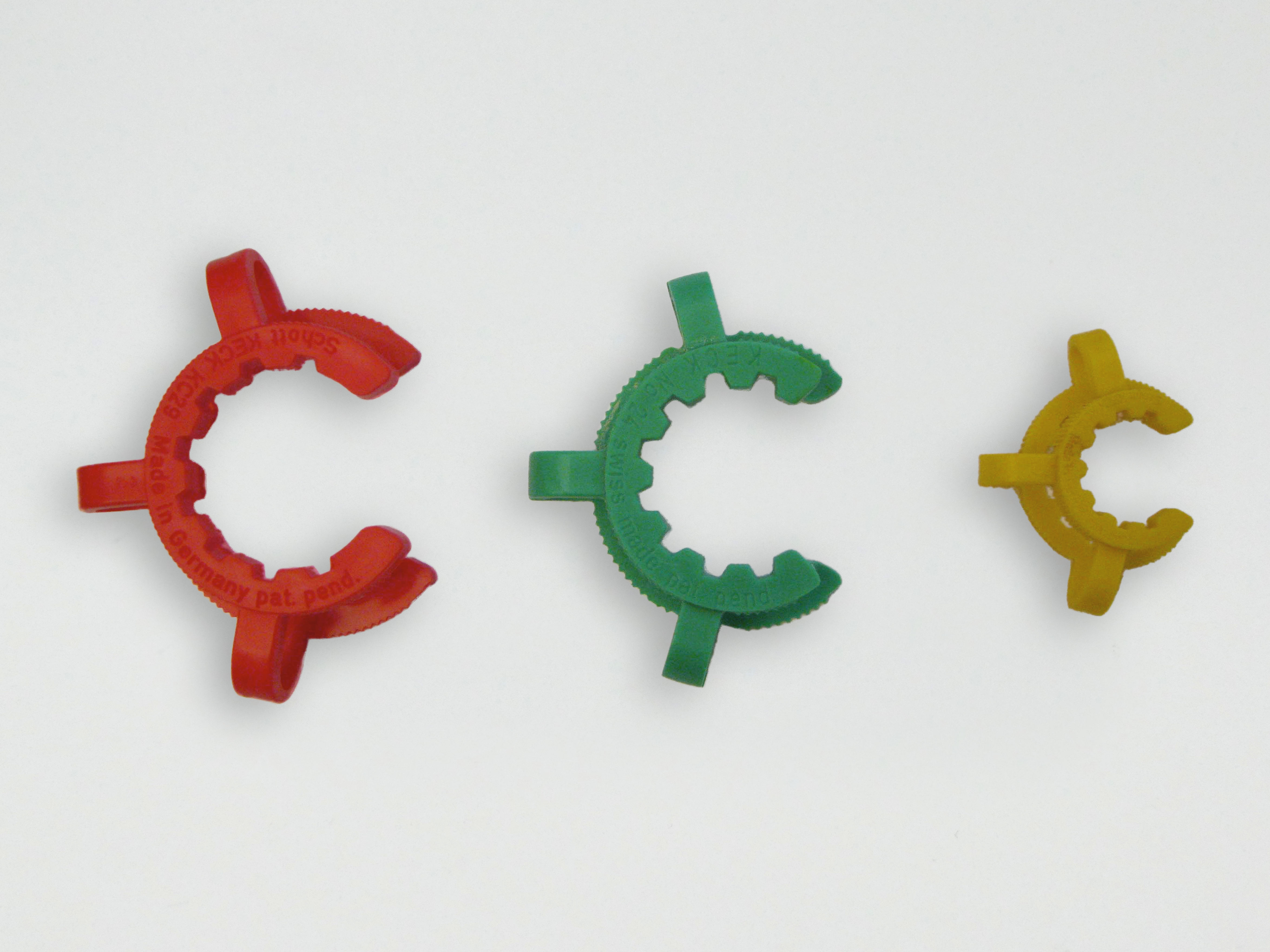
Keck-Clips in verschiedenen Größen aus Kunststoff

Eine Schliffklemme oder Schliffklammer dient der Sicherung von Normschliff-Verbindungen (Schliffsicherung) bei Glasgeräten.
Schliffklemmen werden in verschiedenen Formen und aus verschiedenen Materialien hergestellt, die sich unter anderem hinsichtlich Korrosions- und Temperaturbeständigkeit unterscheiden. Eine spezielle Ausführung aus Kunststoff ist als Keck-Clip bekannt (patentiert für Hermann Keck 1984).
Weitere Ausführungen:
- Kegelschliffklemmen aus POM (Polyoxymethylen) zerkratzen nicht die Glasoberfläche, besitzen hervorragende Chemikalienbeständigkeit, ausgezeichnetes Rückstellvermögen und Stabilität. Gebrauchstemperatur bis ca. 200 °C.
- Kegelschliffklemmen (wie oben) aus PTFE mit gekapselter Stahlfeder.